# 膠袋稅

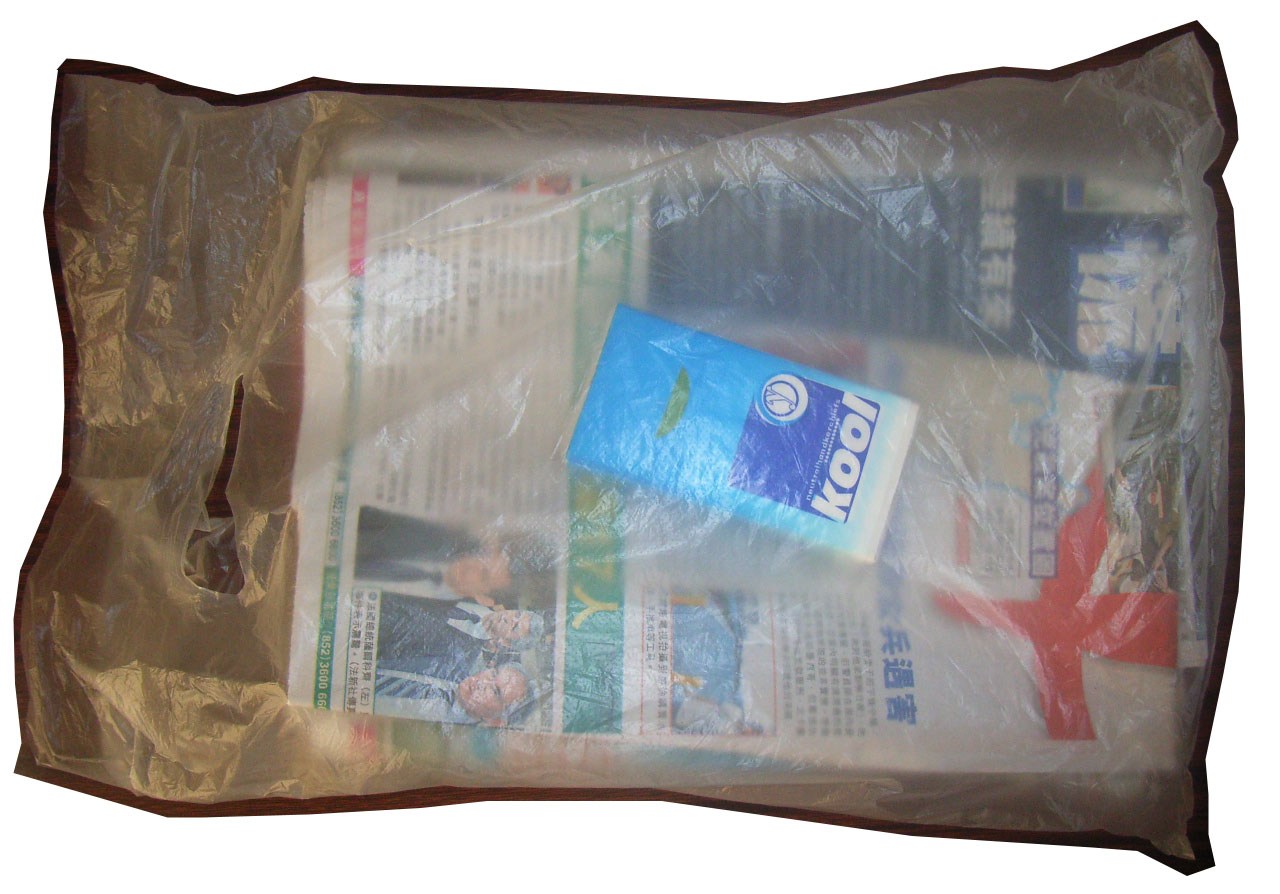
膠袋稅可能減少浪費膠袋

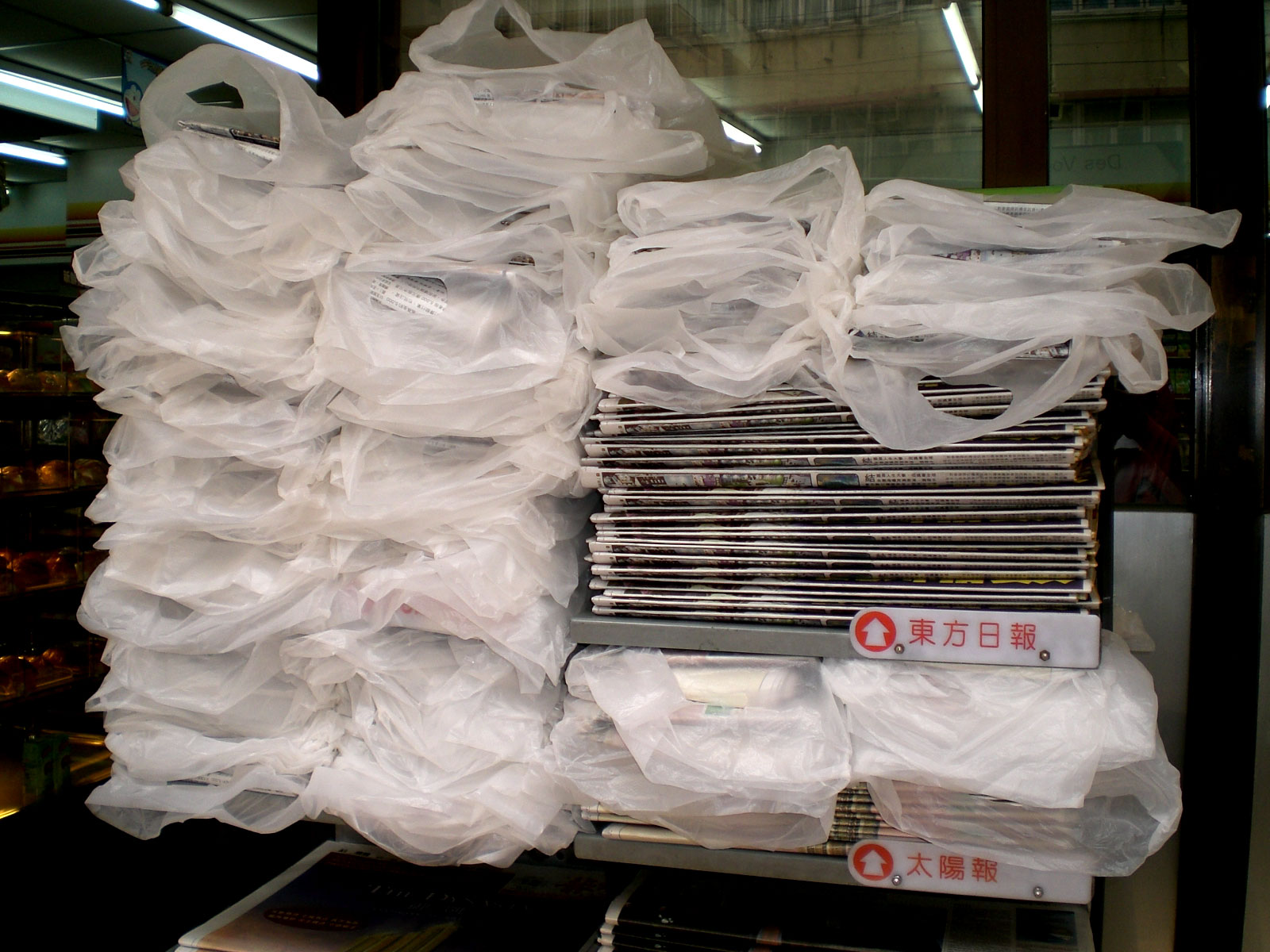
未有膠袋稅之前，香港報紙的包裝

膠袋稅是一個政府對使用塑膠購物袋（膠袋）徵收的稅項，目的是為了減少膠袋的使用，所得的收入也有助推動環保（不過香港的膠袋稅可由商戶使用）。不過膠袋稅對環保的成效存在爭論的焦點。

## 各地情況

### 愛爾蘭
2002年3月4日， 成功於六個月內減少90%之膠袋用量，並集得九百萬歐元作環保基金，推動環保。據The British Retail Consortium調查顯示，愛爾蘭徵收膠袋稅後，總塑膠袋用量並沒有改變，愛爾蘭人不過由使用購物膠袋改用垃圾膠袋。另外紙袋、不織布袋等膠袋代替品，對環境污染更嚴重。

### 台灣
中華民國台灣從2002年7月起，規定百貨公司、便利商店、量販店、超級市場等零售業者，不得免費提供購物用塑膠袋(即至少收費1元台幣)。結果反映實施前平均每天使用購物用塑膠袋共 68,178個，政策實施後平均每天使用量為1,081個，減少購物用塑膠袋使用量比 例達98.1％這部分的收費，計入該商店的營業收入。
台灣要求販賣的塑膠袋厚度較厚，若轉移自備購物袋的顧客比例不夠高，反而會增加塑膠使用量。因此政府除了鼓勵重複使用塑膠袋以外，也將沒有油、水、湯汁等污染的乾淨塑膠袋列為資源回收項目。部分縣市不再實施垃圾處理費用隨水費徵收，改採販賣專用垃圾袋的方式。導致購物時所另外購買的塑膠袋，無法直接用於裝垃圾，但可用於重複裝提商品，如已污損則，可盛裝資源垃圾或廚餘使用。

### 加拿大
加拿大安大略省多倫多市議會於2009年3月31日通過市府條例第604章的包裝附例，定明由2009年6月1日起，如果顧客在購物後付款時要求索取塑膠袋，零售商便需要向他們徵收費用，每個塑膠袋收費至少5 仙加元。條例涵蓋所有售賣任何種類貨品的零售商戶。有關條例亦定明，零售商不得向顧客提供不符合多倫多市政府回收計劃標準的塑膠袋，例如可生物降解的塑膠袋、可用作堆肥的塑膠袋，或附有金屬物料、扣眼、繩索或硬膠手挽的塑膠袋。

### 中国大陆
中国大陆广东省于2008年开始征收胶袋税，一般胶纸袋为人民币2角，或不低于人民币2角。現已推廣全國。

### 香港
2007年，香港也有徵收膠袋稅的構思。政府建議每個膠袋收費不少於5角，首階段涵蓋全港5.5萬個零售點中約2000個零售點，針對連鎖式超市、便利店及個人用品護理店。
公眾諮詢完成後，《產品環保責任(塑膠購物袋)條例》(香港法例第603章)在2009年4月22日提交立法會審議，法例以三十五票贊成，三票反對獲得通過後，已於2009年7月7日生效，每個購物膠袋會收取不少於港幣5角的稅項。2015年4月1日起全面推行膠袋稅。
實施膠袋收費時，因食品衞生理由而使用的膠袋可獲豁免收費。膠袋如用於預先包裝或構成貨品一部分亦不用收費。此外，隨服務提供而不涉及商品零售的膠袋亦毋須收費。各類豁免及常見例子如下：
為了確保食品衞生，如膠袋只盛載無包裝或非氣密包裝，供人或動物食用或飲用的食物、飲品或藥物 (統稱「食品」)，便毋須收費。此外，如膠袋只盛載冰凍或冷凍食品以把凝結的水氣與其他貨品分開，亦毋須收費。
根據法例，凡購物袋是：完全或部分由塑膠製成的（如有塑膠薄面或塑膠手挽的紙製購物袋及不織布製成的環保袋）、設有手挽（包括作攜帶用途的繩索或帶條）、及售價在港幣五元以下，需徵收膠袋稅。
在膠袋稅實施兩個月後，環保組織地球之友委託香港大學進行第二階段跟進調查，訪問約一千位於2009年8月到超級市場購物的消費者，結果顯示74%被訪者經常自備購物袋，較4月第一階段調查上升達兩成，可見計劃漸見成效。減少約90%超市膠袋, 可惜垃圾袋，預設包裝袋、紙袋，預設包裝紙盒，環保袋大量湧現。單單環保袋兩家大生產商的產量已可抵消減少約90%超市膠袋。
稅項實施前，市民普遍會將超級市場購物所得的膠袋循環再用，二次使用為垃圾袋。稅項實施後，市民為了減省每個膠袋5毫港元的費用，都紛紛改用以塑膠製造的不織布袋，而塑膠垃圾袋則另為購買。不織布袋方面，則動輒用上數十個膠袋的塑膠量製成，如用棉質購物袋，由於製作時需要大量能源，所以亦未必環保。市民亦因為在家中累積太多「環保袋」，而要將部分掉棄。普遍而言，香港整體塑膠使用量不跌反升。根據香港環境保護署一份擴大塑膠購物袋環保徵費計劃公眾諮詢文件顯示，因膠袋稅2010年比2009年增加了廿五萬多個袋垃圾（包括多種物料的環保袋，紙袋，垃圾膠袋），而袋垃圾重量則增加約十七公噸。

### 韓國
韓國環境部在2018年8月2日發表有關禁用塑膠袋的立法修定案，決定將於2018年11月起，大型超級市場和大型商場全面禁止派發一次性塑膠袋。修定案實施地點更包括麵包店，即使是麵包﹑水果等食物也不再主動提供一次性塑膠袋，需要付款才會額外提供。

## 資料來源
1. ↑  [http://www.epd.gov.hk/epd/english/environmentinhk/waste/prob_solutions/files/GHK_study.pdf “Assessment of Benefits and Effects of the Plastic Shopping Bag Charging Scheme” by GHK (Hong Kong) Ltd. :

switching to alternative bag types is of paramount importance: in Eire it has been estimated thatthis switching resulted in an increase in bag weight by up to 11 times per bag, an increase in bulkby up to 18 times and a cost multiplier of up to 13 times.] 的存檔，存档日期2013-11-06.
2. ↑  膠袋稅有助環保？從外地經驗質疑成效 的存檔，存档日期2009-09-15.
3. ↑  中華民國購物用塑膠袋限用政策宣導網頁 的存檔，存档日期2009-05-07.
4. ↑  Plastic shopping bags cost a minimum of 5 cents as of June 1, 2009
5. ↑  .   [2015-04-28]. （原始内容存档于2019-03-06）.
6. ↑  .   [2015-04-28]. （原始内容存档于2009-04-27）.
7. ↑  香港法例中塑膠購物袋的圖樣說明 的存檔，存档日期2009-07-11.
8. ↑  香港環境保護署——需被徵收環保費的塑膠購物袋 的存檔，存档日期2009-12-16.
9. ↑  膠袋徵費實施兩月見效 （页面存档备份，存于），載蘋果日報，2009年9月14日
10. ↑  . 香港01. 2017-04-20  [2019-03-04]. （原始内容存档于2020-09-27）.
11. ↑  . 太陽報. 2011年7月18日  [2019年3月4日]. （原始内容存档于2013年1月8日）.
12. ↑  . am730. 2011年7月18日  [2019年3月4日]. （原始内容存档于2019年9月15日）.
13. ↑  擴大塑膠購物袋環保徵費計劃公眾諮詢文件內附件A
14. ↑  計算表在綠.回收我們的建議>2011/07/13 回覆：擴大塑膠購物袋環保徵費計劃的意見[永久]
15. ↑  韓國塑膠袋的立法修定案：擴展至大型超市和商場 （页面存档备份，存于），U Travel，2018-08-09